# Luci Venuleu Apronià (cònsol sufecte)
Luci Venuleu Apronià (en llatí Lucius Venuleius Apronianus) va ser un magistrat romà del segle i.
Va ser nomenat cònsol sufecte durant el regnat de Domicià, l'any 92, segons els Fasti.